# 敵国
| ウィキペディアには「敵国」という見出しの百科事典記事はありません（タイトルに「敵国」を含むページの一覧/「敵国」で始まるページの一覧）。 代わりにウィクショナリーのページ「敵国」が役に立つかもしれません。 |